# Rüdiger Lainer

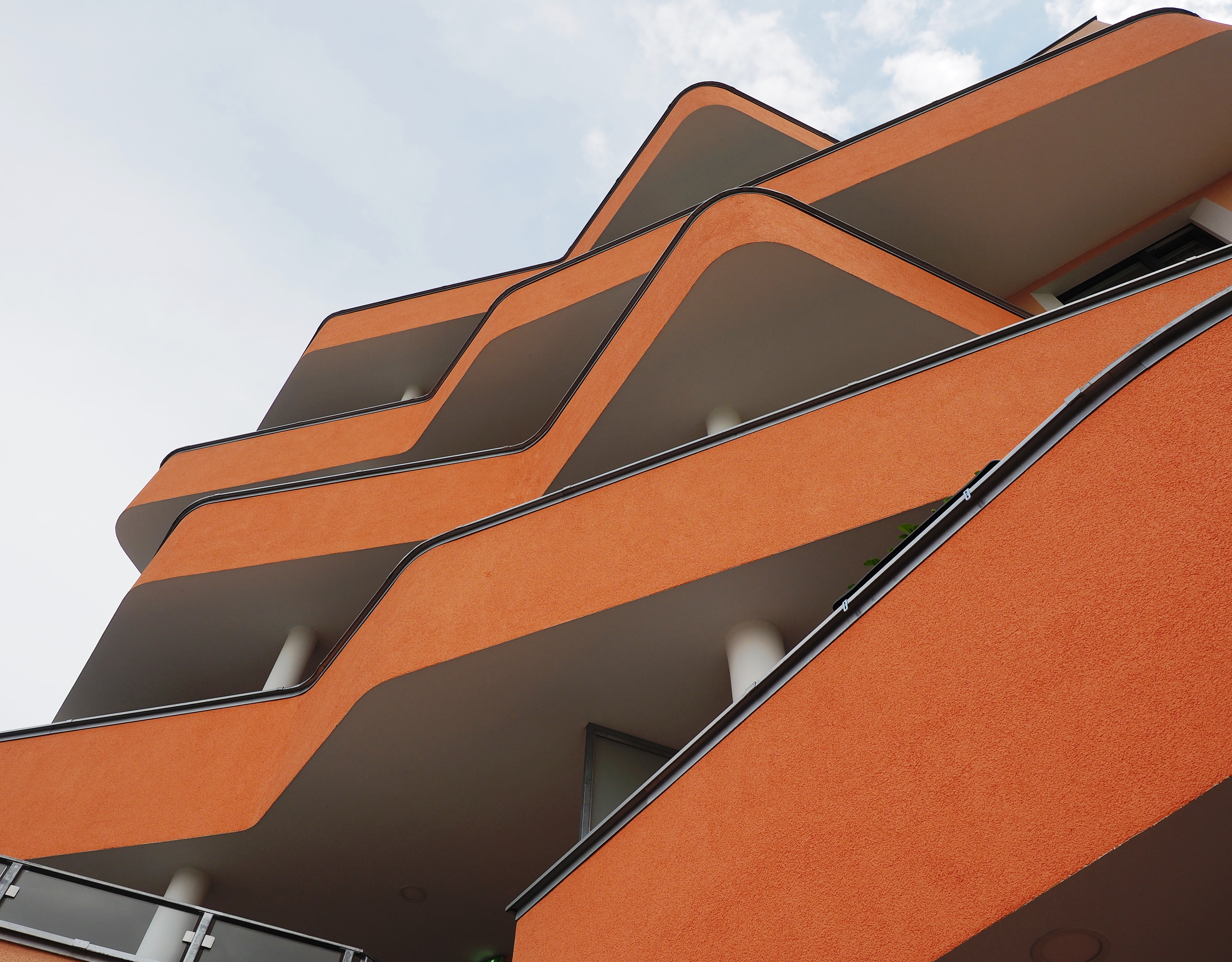
RLP Rüdiger Lainer + Partner, Wohnhausanlage Sonnwendviertel 2, Bauteil Ost, Terrassen, Wien 2018

RLP Rüdiger Lainer + Partner, Möbelwerkstätten Wittmann, Etsdorf am Kamp 2002

Rüdiger Lainer (* 1949 in Kaprun, Salzburg) ist ein österreichischer Architekt.

## Leben
Rüdiger Lainer wurde in Kaprun geboren, wo sein Vater Josef Lainer aufgrund seiner Vergangenheit in der Waffen-SS beim Bau der Kraftwerksgruppe Kaprun Zuflucht gefunden hatte. Er studierte zwischen 1968 und 1971 Physik, Soziologie und Malerei in Wien und Paris, von 1970 bis 1978 Architektur an der Technischen Universität Wien und ist ab 1985 freischaffender Architekt in Wien. Seit 2005 betreibt er mit Oliver Sterl die Büropartnerschaft RLP Rüdiger Lainer + Partner. Von 1995 bis 2006 lehrte er als Professor und Leiter der Meisterschule für Architektur an der Akademie der bildenden Künste Wien.
Mit seinem Büro hat Rüdiger Lainer Projekte unterschiedlicher Größenordnung und Thematik realisiert: Wohnbauten, Schulen, Kinos, Bürogebäude, Ausstellungen und städtebauliche Planungen, wie das Flugfeld Aspern (1995), das Strukturkonzept Nördliches Umfeld Gasometer in Wien-Simmering (1999) oder das Seeparkquartier in Wien-Aspern (ab 2011).
Rüdiger Lainer war Mitglied des Grundstückbeirats in Wien (1999–2002), des Gestaltungsbeirats von Krems (1996–99) und von Salzburg (2003–2007, Vorsitz seit 2004). Von 2006 bis 2017 war er Vorsitzender des Fachbeirats für Stadtplanung und Stadtgestaltung in Wien. Diese Funktion übte  er in Graz von 2012 bis 2016 aus. Von 1991 bis 2009 Vizepräsident der Zentralvereinigung der Architekten Österreichs und seit 2001 Vorstandsmitglied von Europan Österreich.

## Werk
Nutzungsspielräume, Aneignungsflächen, Offenheit der Raumorganisation sind Begriffe, die in den Projekten und Texten von Lainer stetig präsent sind. „Die Beschäftigung mit der Stadt hat Rüdiger Lainer früh dahin geführt, Lebensprozesse nicht abschließend definieren zu wollen, sondern Entwicklungsfreiräume vorzusehen oder zumindest mitzudenken. Seine Architektur ist geprägt vom Wissen um die Stadt, um ihre Lebendigkeit, Vielschichtigkeit und Zufallsabhängigkeit“ und führt zu einer „gegenklassischen Haltung“ (Walter Zschokke, Architekt und Architekturkritiker, 1948–2009).
Das Interesse für soziokulturelle Prozesse und die Infragestellung festgefahrener Konzepte von Funktionen führt zu einem urbanen Paradigma von Architektur: „Ein gut organisiertes Haus ist wie eine Stadt anzulegen mit Straßen und Wegen, die zwangsläufig zu Plätzen führen, welche vom Verkehr ausgeschaltet sind, so dass man auf ihnen ausruhen kann.“ (Josef Frank: Das Haus als Weg und Platz, Wien 1931)
In den jüngeren Büro- und Wohnbauten kommen zunehmend freie Grundrisse und Raumbildungen zum Einsatz, in denen die Erschließungsflächen in Abstufungen unterschiedlicher Öffentlichkeit und Raumqualitäten ausgebildet sind. Die Neutralität von Nutzungsmöglichkeiten und die Anpassungsfähigkeit von Strukturen führt gleichzeitig zu einer Spezifität der Gebäudeformen und zu unerwarteten Raumbildern.
In einer zunehmend intensiven Ausprägung der Gebäudehüllen werden das „Ornament und die Tiefen der Oberfläche“ (so der Titel einer Ausstellung von Rüdiger Lainer in Berlin 2004) zu einem eigenständigen Bestandteil der Architektur: „Atmosphärisch aufgeladene Schichten unterschiedlicher Tiefe bilden die Hülle der Gebäude und schließen Raum, Programm und Strukturierungsprinzip zur architektonischen Form zusammen. […] Diese als Ornament lesbaren Systeme artikulieren als sinnliche Elemente Sprache, Form und Bedeutung…“ (Rüdiger Lainer). Neben einer betonten Artikulation der Materialien und Farben werden zunehmend auch pflanzliche Elemente (hängende Gärten, grüne Inseln im Inneren der Gebäude) einbezogen. Raumzonen, Schichten oder Screens verändern die Vorstellungen von „Fassade“ und führen zu neuartigen Elementen zwischen Stadtraum und Gebäude, in einer Bandbreite von Lösungen zwischen farbig verglasten Zwischenräumen und als Gebäudehülle vorgelagerten Texturen.
Sinnhaftigkeit und Grenzen städtebaulicher Regeln erfordern eine dauerhafte Beschäftigung mit Forschung, Planungstheorie und der Reorganisation von Planungsprozessen auf der Basis von „konkreter Utopie“ (Millenniumsworkshop 1996) und „instrumenteller Phantasie“ (Lainer 1999). Das Engagement für ein neues planerisches und städtebauliches Denken über den konkreten eigenen Entwurf hinaus realisiert sich seit zehn Jahren auch in einer intensiven Tätigkeit in Planungs- und Gestaltungsbeiräten.

## Auswahl von Projekten
- 2024 Wohnhausanlage Waldrebengasse, Wien 22 (Baubeginn)
- 2023 Tirol Kliniken, Studie für eine städtebauliche Gesamtkonzeption, Innsbruck
- 2023 Nachhaltige Sanierung von Bestandsgebäuden, Wien
- 2021 Mehrparteienhaus Wilhelminenstraße, Wien 16
- 2020 Mehrparteienhaus Wieselburg, Wieselburg 3250
- 2019 Wohnhäuser Nordbahnhof (BF 5), Wien 02
- 2019 Wohn- und Bürogebäude Reininghaus, Graz 8020
- 2018 Wohnhausanlage und Hotel Biotope City, Wien 10
- 2017 Hochhaus Q-Tower im Quartier The Marks, Wien 3
- 2017 Wohnhausanlage Sonnwendviertel 2, Bauteil Ost, Wien 10
- 2017 Hochhaus QBC6, Wien 10
- 2016 Holzhochhaus HoHo Wien, Wien 22
- 2015 Wohnhausanlage Mautner-Markhof-Gründe, Wien 11
- 2015 Schottenring 19, Revitalisierung eines Gründerzeitensembles, Wien 1
- 2014 Wohnbauten Gerasdorfer Straße, Wien 21
- 2013 Wohnhausanlage Raxstraße, Wien 10
- 2012 Wohn- und Pflegehaus Döbling, Wien 19
- 2011 Wohnquartier Kagraner Idylle, Wien 22
- 2008 Haus mit Veranden, Wohnbau und Kindertagesheim, Buchengasse 157, Wien 10
- 2008 Dachaufbau Nibelungengasse 1–3, Wien 1
- 2007 Wohnbau Taubstummengasse 12, Wien 4
- 2006 Neubau Wirtschaftskammer Niederösterreich, St. Pölten
- 2005 Wohnhaus Cobenzlgasse 35, Wien 19
- 2003 Wohn- und Geschäftsbau, „Die hängenden Gärten“, Wiedner Hauptstraße / Schußwallgasse, Wien 4
- 2002 Um- und Zubau Wohn- und Bürohaus, Hütteldorfer Straße 130, Wien 14,
- 2002 Pleasure Dome, Entertainment- und Kino-Center, Paragonstraße / Guglgasse, Wien 3
- 2001 EURO – Eurocity Kinocenter (Cineplexx Salzburg City), Bahnhofsvorplatz, Salzburg
- 1999 Städtebauliches Strukturkonzept, Umfeld Nord Gasometer, Wien 3
- 1998 Ausstellungskonzeption Jugendkulturen 1968–98, Steirische Landesausstellung, Bad Radkersburg, Steiermark
- 1995 Internationaler Wettbewerb Städtebauliches Leitprojekt Altes Flugfeld Aspern, Wien, 1. Preis
- 1995 Penthouse Seilergasse 16, Wien 1
- 1994 Hauptschule der Stadt Wien, Absberggasse 50, Wien 10
- 1990 Umbau Hermanngasse 29, Wien 7

## Forschung
- 2007–2008 Masterpläne für städtebauliche Entwicklungsvorhaben / Evaluierung – Vergleich. Strukturanalysen zur methodischen Weiterentwicklung des Instruments Masterplan. Im Auftrag der  Magistrats-Abteilung 21 B, Wien.
- 2006 Integrated Design Studio: Rüdiger Lainer, Sabine Riss, Dieter Spath (Hg.), Brazilian Conditions, Complex and Simple,  Springer Verlag, Wien–New York.
- 2001 Lifting Vienna. Neue Instrumente für die Stadt. Institut für Kunst und Architektur, Akademie der bildenden Künste Wien.
- 1996 Millenniumsworkshop Die Konkrete Utopie – Strukturelemente der Stadt, Wien.
- 1995–2000 Forschungsprojekt Desarte: The Computer-Supported Design of Artfacts & Spaces in Architecture, Landscape Architecture, Industrial Design mit Ina Wagner, Technische Universität Wien, University of Lancaster, Universität Aarhus u. a.

## Auszeichnungen
- 2024 Best Workspace von Callwey für „the Brick“
- 2024 Architekturpreis der Stadt Wien „Gebaut 2023“ für „The Marks“
- 2022 competitionline 24. Platz im Wettbewerbsranking im deutschsprachigen Raum
- 2021 IBA-Projekt Biotope City und „the Brick“ sowie The Wild (NBH 5)
- 2021 NÖ Holzbaupreis 2021 in der Kategorie Außerhalb von Niederösterreich für HoHo Wien
- 2021 Winner Iconic Awards 2021 des Rates für Formgebung für „The Brick“
- 2021 Holzbaupreis Wien pro:Holz Austria „Wienwood 2021“ für HoHo Wien
- 2021 Architekturpreis der Stadt Wien „Gebaut 2020“ für „The Brick“
- 2020 Architekturpreis der Stadt Wien „Gebaut 2019“ für HoHo Wien
- 2019 Build Magazine für Most Innovative Architecture Studio – Austria und BUILD Excellence Award for High-Rise Building Renovations – Central Europe für HoHo Wien
- 2017 ÖGUT-Preis 2017 Nominierung
- 2016 Iconic Award, Rat f. Formgebung, Frankfurt
- 2016 Architekturpreis der Stadt Wien
- 2015 Nominierung Staatspreis für Architektur und Nachhaltigkeit[2]
- 2014 Nominierung ETHOUSE Award
- 2014 klima:aktiv Gold Standard, Raxstraße
- 2014 GreenBuilding Award of the EU-Comission
- 2013 Architekturpreis der Stadt Wien
- 2012 Best Architects 13
- 2012 Nominierung ZV Bauherrenpreis 2012
- 2010 Green GOOD DESIGN Award 2010
- 2010 20+10+X World Architecture Community Award 7th Cycle
- 2009 Best Architects 10 Award in Gold
- 2009  Silbernes Ehrenzeichen der Stadt Wien
- 2006 Preis der Zentralvereinigung der Architekten Österreichs
- 2004 Stadterneuerungspreis Wien
- 2002 Nominierung Staatspreis für Architektur
- 2001 Preis der Zentralvereinigung der Architekten Österreichs
- 1998 Würdigung Otto Wagner Städtebaupreis
- 1997 Architekturpreis der Österreichischen Zementindustrie
- 1995 American Institute of Architects / European Chapter-Excellence in Design Award
- 1990 Großer Österreichischer Wohnbaupreis
- 1989  Österreichischer Staatspreis für Experimentelle Tendenzen in der Architektur
- 1984 Tomorrow's habitat Paris

## Ausstellungen/Auswahl
Einzelausstellungen
- 2004 Rüdiger Lainer: Ornament und die Tiefen der Oberfläche, Architekturforum Aedes East Berlin
- 1999 Rüdiger Lainer. Projekte, Künstlerhaus Wien

Gruppenausstellungen
- 2019 Timber Rising, Roca Gallery, Barcelona
- 2018 Timber Rising, Roca London Gallery, London
- 2017 Visionäre und Alltagshelden, Oskar von Miller Forum, München
- 2017 Biotope City, GB*10, Wien
- 2016 Gebaut 2015, MA 19, Wien
- 2016 Ein Raum für Fünf, Galerie Aedes, Berlin
- 2015 Ein Raum für Fünf, Architekturzentrum Wien
- 2015 Ecobuild London
- 2013 Das Gold des AzW, Architekturzentrum Wien
- 2012 Gebaut 2011, MA 19, Wien
- 2011 Green GOOD DESIGN Award Exhibition
- 2010 Wiener Wohnbau, Galerie AEDES Berlin
- 2010 Das ganze Leben | Neue Pflegewohnhäuser für Wien, Planungswerkstatt Wien[3]
- 2010 best architects 10, Haus der Gegenwart München
- 2009 Ich wohne bis ich 100 bin | Red Vienna, Grey Society,  Architekturzentrum Wien
- 2009 Zielgebiet City,  Planungswerkstatt Wien
- 2008 Composites, Caue 92, La Galérie du petit Château, Sceaux
- 2006 Sculptural Architecture in Austria, National Art Museum of China Peking / Guangdong Museum of Art Guangzhou
- 2005 Das neue Österreich, Ausstellung zum Staatsvertrag,  Belvedere Wien
- 2004 Die Revision der Postmoderne, DAM - Deutsches Architekturmuseum Frankfurt
- 2003 Housing in Vienna,  Österreichisches Kulturinstitut New York
- 2001 Austrian Contemporary Art, Architecture and Design, Kunstmuseum Shanghai
- 2000 Wien Städtebau, Stand der Dinge, Wien
- 1997 Das neue Schulhaus in Wien, Künstlerhaus Wien
- 1996 Biennale di Venezia - 6th International Exhibition of Architecture, Venedig, Sensing The Future - The Architect as Seismograph/Emerging Voices
- 1996 Innovative Austrian Architecture, Akademie der bildenden Künste Wien, Internationale Wanderausstellung, Thailand, Hongkong, Indien, Japan, Australien u. a.
- 1991 Biennale di Venezia - 5th International Exhibition of Architecture, Venedig. 13 Austrian Positions

## Bibliographie
- Sabine Gotthardt, Grohe Deutschland (Hg.) Wohnungsbau neu denken, Zwischen Existenzminimum und Luxus! Eigenverlag Porta Westfalica 2017
- Liane Lefaivre, Rebel Modernist, Viennese Architecture since Otto Wagner, Lund Humphries, London 2017
- Architekturzentrum Wien (Hg.), Ein Raum für Fünf. 20 Architektenjahre, Wien 2015

- Architekturzentrum Wien (Hg.), Best of Austria - Austrias Beste Bauten, Architektur 2008_9, Wien 2010
- Franziska Leeb, wohnen pflegen leben, neue Wiener Wohn- und Pflegehäuser,  Bohmann Verlag, Wien 2009
- Walter Zschokke, Kontextueller Solitär, Die Wirtschaftskammer Niederösterreich,  Springer Verlag, Wien–New York, 2007
- Hans Hollein (Kurator), Sculptural Architecture in Austria, Ausstellungskatalog National Art Museum of China, Verlag Anton Pustet, Salzburg 2006
- Ralf Wollheim, Patterns. Muster in Design, Kunst und Architektur, Birkhäuser Verlag, Basel–Boston–Berlin 2005
- Rüdiger Lainer, Ornament und die Tiefen der Oberfläche – Rüdiger Lainer, Ausstellungskatalog, Architekturforum Aedes, Berlin 2004
- Walter Zschokke, Rüdiger Lainer, Stadt, Bau, Werke, Projekte, Monographie, Birkhäuser Verlag, Basel–Boston–Berlin 1999
- Ingerid Helsing Almaas, Vienna, Objects and Rituals. Architecture in Context, Ellipsis Könemann, Köln – London 1997
- Emerging voices. Rüdiger Lainer. 6th international architecture exhibition. Sensing the future. The architect as seismograph. Biennale di Venezia 1996
- Friedrich Achleitner, Österreichische Architektur im 20. Jahrhundert, Residenz Verlag, Salzburg – Wien 1995
- 13 Austrian Positions, Biennale di Venezia 1991, Ritter Verlag, Klagenfurt 1991